# Копкинське сільське поселення
Ко́пкинське сільське поселення — муніципальне утворення в складі Селтинського району Удмуртії, Росія. Адміністративний центр — село Копки.

## Історія
Станом на 2002 рік існували Копкинська сільська рада (село Копки, присілки Амани, Бібани, Верхня Кирчма, Кирчим-Копки, Кирчма-Селти, Кучер-Копки, Рисаї, Старі Копки, Усайгурт, Федори, виселок Копкінський) та Усть-Сюмсінська сільська рада (села Андрієвці, Усть-Сюмсі, присілок Ботино, виселок Усть-Сюмсінський).

## Населення
Населення становить 739 осіб (2019, 972 у 2010, 1322 у 2002).

## Склад
До складу поселення входять такі населені пункти:
| Населений пункт           | Населення, осіб (2002) | Населення, осіб (2010) |
| ------------------------- | ---------------------- | ---------------------- |
| Амани, присілок           | 8                      | 1                      |
| Андрієвці, село           | 4                      | 0                      |
| Бібани, присілок          | 0                      | -                      |
| Ботино, присілок          | 24                     | 9                      |
| Верхня Кирчма, присілок   | 0                      | -                      |
| Кирчим-Копки, присілок    | 38                     | 22                     |
| Кирчма-Селти, присілок    | 0                      | -                      |
| Копки, село               | 712                    | 574                    |
| Копкінський, виселок      | 14                     | 14                     |
| Кучер-Копки, присілок     | 74                     | 47                     |
| Рисаї, присілок           | 92                     | 64                     |
| Старі Копки, присілок     | 14                     | 9                      |
| Усайгурт, присілок        | 3                      | 0                      |
| Усть-Сюмсі, село          | 308                    | 220                    |
| Усть-Сюмсінський, виселок | 15                     | 10                     |
| Федори, присілок          | 16                     | 2                      |

## Господарство
В поселенні діють 2 школи, 2 садочки, лікарня, ФАП, 2 клуби, 2 бібліотеки.